# Feás (Calvos de Randín)
Feás (llamada oficialmente San Miguel de Feás) es una parroquia y un lugar español del municipio de Calvos de Randín, en la provincia de Orense, Galicia.

## Organización territorial
La parroquia está formada por una entidad de población:
- Feás

## Demografía
Gráfica demográfica del lugar y parroquia de Feás según el INE español:
| Gráfica de evolución demográfica de Feás entre 2000 y 2022 |
|                                                            |
| Datos según el nomenclátor publicado por el INE.           |